# 1908年逝世人物列表
1908年逝世人物列表：1月 - 2月 - 3月 - 4月 - 5月 - 6月 - 7月 - 8月 - 9月 - 10月 - 11月 - 12月
下面是1908年逝世的知名人士列表。

## 1-3月

### 1月9日
- 威廉·布施，德國畫家、詩人[1]

### 1月14日
- 霍爾格·德拉赫曼，丹麥詩人[2]

### 1月17日
- 費迪南德四世，托斯卡納大公

### 1月20日
- 威廉·伍德，美國口技師

### 1月23日
- 爱德华·麦克道威尔，美國作曲家

### 1月25日
- 奥维达，英國作家[3]

### 2月1日
- 卡洛斯一世，葡萄牙國王。
- 路易斯·菲利佩，葡萄牙王儲。

### 2月17日
- 安妮·萊德·格雷西，美國傳教士
- 伊格納茲·馮·普萊納男爵，西斯利塔尼亞第三任部長兼總統

### 2月22日
- 伊莉莎·彼特辛格，“加州女詩人”

### 2月29日
- 第一代林利思戈侯爵約翰·霍普，第一任澳大利亞總督
- 派特·加勒特，舊西部的警長;1881 年拍攝比利小子

### 3月3日
- 西德尼·希爾，英國慈善家

### 3月11日
- 埃德蒙多·德·阿米西斯，義大利小說家[4]

### 3月27日
- 查理斯·西姆斯，美國衛理公會傳教士，雪城大學第三任校長

### 3月29日
- 埃絲特·皮尤，美國節制改革者

### 3月30日
- 切斯特·吉列，美國殺人犯（被處決）

## 4-6月

### 4月20日
- 亨利·查德威克，英國出生的美國棒球作家

### 4月22日
- 卡西姆·阿明，埃及作家
- 亨利·甘貝爾-班納曼，英國首相

### 4月26日
- 卡爾·莫比烏斯，德國生態學家[5]

### 5月2日
- 山階宮菊麿王，日本親王

### 5月17日
- 卡爾·科爾德威，德國探險家[6]

### 5月23日
- 法蘭索瓦·科佩，法國詩人、劇作家和小說家[7]

### 5月24日
- 老湯姆·莫里斯，蘇格蘭高爾夫球手

### 5月26日
- 米尔扎·古拉姆·艾哈迈德，錫克教帝國出生的伊斯蘭教艾哈邁迪亞運動創始人

### 5月28日
- 陸寶忠，清朝政治人物、教育家

### 6月2日
- 雷德弗斯·布勒，英國將軍，維多利亞十字勳章獲得者

### 6月5日
- 傑夫·蘭博，比利時雕塑家

### 6月9日
- 德魯西拉·威爾遜，美國節制領袖和貴格會牧師

### 6月14日
- 第16代德比伯爵弗雷德里克·斯坦利，加拿大總督，斯坦利杯創始人

### 6月20日
- 費德里科·丘埃卡，西班牙作曲家
- 埃莉諾·柯克，美國出版商

### 6月21日
- 尼古拉·里姆斯基-科萨科夫，俄羅斯作曲家

### 6月24日
- 格罗弗·克利夫兰，美國第22任和第24任總統

## 7-9月

### 7月3日
- 喬爾·錢德勒·哈裡斯，美國作家

### 7月5日
- 喬納斯·李，挪威作家

### 7月6日
- 費利佩·卡爾德隆·羅卡，菲律賓政治家

### 7月12日
- 威廉·科爾曼，利比里亞第13任總統[8]

### 7月19日
- 伊格納西奧·德·貝因特米拉，厄瓜多第11任總統

### 7月20日
- 德米特裡·維凱拉斯，國際奧會第一任主席

### 7月22日
- 兰德尔·克里默，英國政治家和和平主義者，諾貝爾獎獲得者

### 7月24日
- 西吉斯蒙多·薩沃納，馬爾他教育家和政治家[9]

### 8月4日
- 拉多耶·多馬諾維奇，塞爾維亞作家

### 8月7日
- 安东尼奥·斯塔拉巴，義大利第12任總理

### 8月24日
- 埃勒泰爾·馬斯卡特，法國物理學家

### 8月25日
- 亨利·贝克勒，法國物理学家，天然放射性的发现者。

### 9月19日
- 卜士礼，英国医生、东方学家

### 9月20日
- 巴勃羅·德·薩拉薩特，西班牙小提琴家、作曲家

### 9月21日
- 歐內斯特·費諾洛薩，西班牙出生的美國藝術史學家和哲學家
- 阿諾德·肯博爾，英國軍官和外交官
- 尼古拉斯·薩爾梅隆·阿隆索，西班牙第三任總統

### 9月25日
- 弗蘭克·羅比森，美國棒球主管，聖路易斯紅雀隊的早期擁有者

### 9月29日
- 马查多·德·阿西斯，巴西作家

## 10-12月

### 10月11日
- 麗塔·塞蒂娜·古鐵雷斯，墨西哥教育家、詩人和活動家

### 10月16日
- 約翰·貝爾蒂埃，法國羅馬天主教神父、傳教士和上帝的僕人

### 10月18日
- 野津道貫，日本將軍

### 10月26日
- 榎本武揚，日本武士，海軍上將

### 10月30日
- 卡羅琳·謝默霍恩·阿斯特，美國社交名媛

### 10月
- 格斯·羅傑斯，美國沃德維利亞人

### 11月1日
- 瑪麗·伊士曼，美國教育家、講師、作家和女權主義者

### 11月4日
- 理查·格斯特爾，奧地利藝術家
- 湯瑪斯·埃斯特拉達·帕爾馬，古巴第一任總統

### 11月7日
- 布屈·卡西迪，美國亡命之徒
- 聖丹斯小子，美國亡命之徒

### 11月8日
- 約瑟芬·基廷，美國文學評論家和音樂家
- 维克托里安·萨尔杜，法國戲劇家

### 11月14日
- 清德宗光緒皇帝。

### 11月15日
- 慈禧太后。[10]

### 11月17日
- 莉迪亞·湯普森，英國舞蹈家、女演員

### 11月22日
- 保羅·塔法內爾，法國長笛演奏家，作曲家

### 12月13日
- 奧古斯都·勒普隆金，美國考古學家

### 12月22日
- 雅各·帕羅特，第一位獲得美國榮譽勳章的人，這是1863年3月25日頒發給美國內戰期間大機車追逐英雄的六人之一

## 日期不詳
- 皮錫瑞
- 雅各·大衛斯，拉脫維亞裔美國裁縫，牛仔褲發明者